# Sidney Johnson
Sidney B. Johnson foi um praticante de cabo de guerra dos Estados Unidos. Nos Jogos Olímpicos de Verão de 1904, fez parte da equipe que conquistou a medalha de ouro da modalidade.